# Norwegischer Fußballpokal der Männer 1981
Der norwegische Fußballpokal 1981 (kurz auch NM-Cup 1981 genannt) war die 76. Austragung des Fußballpokalwettbewerbs der Männer. Pokalsieger wurde Lillestrøm SK. Das Team setzte sich im Finale mit 3:1 gegen Moss FK durch. Durch den Sieg qualifizierte sich Lillestrøm für den Europapokal der Pokalsieger 1982/83.

## 1. Runde
| Datum      |                      | Ergebnis  |                      |
| ---------- | -------------------- | --------- | -------------------- |
| 26.05.1981 | FK Donn              | 2:4 n. V. | FK Vidar             |
|            | Kongsvinger IL       | 3:1       | Vaaler IF            |
|            | FK Ørn               | 8:0       | IF Birkebeineren     |
| 27.05.1981 | Cartherud FF         | 0:2       | Skeid Oslo           |
|            | Clausenengen FK      | 0:0 n. V. | Kristiansund FK      |
|            | Fana IL              | 0:1 n. V. | Ny-Krohnborg IL      |
|            | Flå IL               | 2:3       | Strindheim IL        |
|            | Fram Skatval         | 3:2       | IL Stjørdals-Blink   |
|            | Kopervik IL          | 3:1       | Åkra IL              |
|            | FK Landsås           | 2:3       | SFK Bodø-Glimt       |
|            | Lærdal IL            | 1:6       | Sogndal IL           |
|            | Lyngdal IL           | 01:10     | Start Kristiansand   |
|            | SK Ulf               | 0:1       | Ålgård FK            |
|            | Steinkjer FK         | 7:1       | SK Freidig           |
|            | Stord IL             | 1:3       | SK Vard Haugesund    |
|            | IL Varegg            | 3:0       | IL Sandviken         |
|            | Verdal IL            | 0:1       | SK Nessegutten       |
| 28.05.1981 | Aalesunds FK         | 2:0       | Tornado FK           |
|            | Åndalsnes IF         | 1:0       | Hareid IL            |
|            | Aurskog IL           | 0:2       | Fredrikstad FK       |
|            | SK Baune             | 0:4       | Brann Bergen         |
|            | Bergsøy IL           | 2:4       | IL Hødd              |
|            | Bjørkelangen SF      | 2:3       | SFK Lyn Oslo         |
|            | Borgen IL            | 0:0 n. V. | Eidsvold Turn        |
|            | Brumunddal IL        | 3:3 n. V. | Strømsgodset IF      |
|            | Faaberg IL           | 0:6       | Ham-Kam              |
|            | Frigg Oslo FK        | 2:1       | SK Sprint-Jeløy      |
|            | SK Haugar            | 4:0       | SK Nord Karmøy       |
|            | FK Jerv              | 1:4 n. V. | Teie IF              |
|            | Jevnaker IF          | 1:3       | Åssiden IF           |
|            | Larvik Turn          | 4:2       | Hvittingfoss IL      |
|            | Lisleby FK           | 3:0       | Fram Larvik          |
|            | Lørenskog IF         | 0:2       | Lillestrøm SK        |
|            | Kjelsås IL           | 2:1       | Østsiden IL          |
|            | Kvinesdal IL         | 4:2 n. V. | FK Vigør             |
|            | FK Mjølner           | 7:1       | FK Saltdalkameratene |
|            | Namsos IL            | 2:4       | Mosjøen IL           |
|            | Ørsta IL             | 0:2       | Skarbøvik IF         |
|            | Os TF                | 3:0       | FK Hald              |
|            | IL Polarstjernen     | 2:6       | Øksfjord IL          |
|            | IF Pors              | 3:1       | IL Flint             |
|            | Røros IL             | 0:1       | Brekken IL           |
|            | Rosenborg Trondheim  | 3:0       | Vestbyens IL         |
|            | Sandane TIL          | 0:1       | Eid IL               |
|            | Sander IL            | 1:2       | Bærum SK             |
|            | Skjervøy IK          | 0:0 n. V. | Tromsø IL            |
|            | Skreia IL            | 2:3       | Sarpsborg FK         |
|            | Skotterud IL         | 0:7       | Moss FK              |
|            | Sola FK              | 0:2       | Viking Stavanger     |
|            | IL Stålkameratene    | 0:0 n. V. | Mo IL                |
|            | Stavanger IF         | 1:3       | Bryne FK             |
|            | Stabæk IF            | 4:1       | Vang IL              |
|            | Strømmen IF          | 7:0       | Øvrevoll BK          |
|            | SK Træff             | 1:2       | Sunndal IL           |
|            | Tromsdalen UIL       | 0:3 n. V. | Harstad IL           |
|            | Vålerenga Oslo       | 3:1       | Sandaker SFK         |
|            | Velledalen/Ringen FL | 0:2       | Molde FK             |
|            | Vinstra IL           | 1:2       | Raufoss IL           |
| 02.06.1981 | Andenes IL           | 0:0 n. V. | Svolvær IL           |
| 03.06.1981 | Kvik Halden FK       | 2:1       | Kolbotn IL           |
|            | Kongsberg IF         | 0:3       | Odds BK              |
| 04.06.1981 | Mjøndalen IF         | 4:1 n. V. | Herkules IF          |
|            | Eik IF               | 5:0       | Brevik IL            |
| 10.06.1981 | SK Snøgg             | 2:1       | Tjølling IF          |

### Wiederholungsspiele
| Datum      |                 | Ergebnis  |                   |
| ---------- | --------------- | --------- | ----------------- |
| 04.06.1981 | Eidsvold Turn   | 1:0       | Borgen IL         |
| 08.06.1981 | Svolvær IL      | 1:0       | Andenes IL        |
| 10.06.1981 | Tromsø IL       | 0:1       | Skjervøy IK       |
|            | Strømsgodset IF | 3:1       | Brumunddal IL     |
|            | Kristiansund FK | 3:0       | Clausenengen FK   |
| 11.06.1981 | Mo IL           | 5:2 n. V. | IL Stålkameratene |

## 2. Runde
| Datum      |                    | Ergebnis  |                     |
| ---------- | ------------------ | --------- | ------------------- |
| 23.06.1981 | Lisleby FK         | 2:6       | Vålerenga Oslo      |
|            | Eid IL             | 0:1 n. V. | Skarbøvik IF        |
| 24.06.1981 | Ålgård FK          | 2:3 n. V. | Viking Stavanger    |
|            | SFK Bodø-Glimt     | 2:2 n. V. | Svolvær IL          |
|            | Brann Bergen       | 3:0       | Os TF               |
|            | Brekken IL         | 0:1       | Rosenborg Trondheim |
|            | Bryne FK           | 4:0       | Kvinesdal IL        |
|            | Eik IF             | 1:2       | Frigg Oslo FK       |
|            | Fredrikstad FK     | 2:0       | Stabæk IF           |
|            | Ham-Kam            | 4:1       | Åssiden IF          |
|            | Harstad IL         | 3:0       | Skjervøy IK         |
|            | IL Hødd            | 3:0       | Åndalsnes IF        |
|            | Kjelsås IL         | 0:1 n. V. | SFK Lyn Oslo        |
|            | Lillestrøm SK      | 5:0       | SK Snøgg            |
|            | Molde FK           | 0:0 n. V. | Aalesunds FK        |
|            | Mosjøen IL         | 2:2 n. V. | Steinkjer FK        |
|            | Moss FK            | 5:1       | Eidsvold Turn       |
|            | Ny-Krohnborg IL    | 1:2       | Kopervik IL         |
|            | Odds BK            | 3:0       | Kvik Halden FK      |
|            | Raufoss IL         | 0:1       | Strømmen IF         |
|            | Fram Skatval       | 0:0 n. V. | SK Nessegutten      |
|            | Sarpsborg FK       | 3:2       | FK Ørn              |
|            | Skeid Oslo         | 1:1 n. V. | Bærum SK            |
|            | Sogndal IL         | 3:0       | Mjøndalen IF        |
|            | Start Kristiansand | 6:2       | Larvik Turn         |
|            | Strindheim IL      | 1:0       | Mo IL               |
|            | Strømsgodset IF    | 1:1 n. V. | Kongsvinger IL      |
|            | Sunndal IL         | 0:3       | Kristiansund FK     |
|            | SK Vard Haugesund  | 4:4 n. V. | IL Varegg           |
|            | FK Vidar           | 0:2       | SK Haugar           |
|            | Øksfjord IL        | 1:2       | FK Mjølner          |
| 25.06.1981 | Teie IF            | 1:3       | IF Pors             |

### Wiederholungsspiele
| Datum      |                | Ergebnis  |                   |
| ---------- | -------------- | --------- | ----------------- |
| 01.07.1981 | Steinkjer FK   | 2:0       | Mosjøen IL        |
|            | SK Nessegutten | 0:1       | Fram Skatval      |
|            | Kongsvinger IL | 2:0       | Strømsgodset IF   |
| 02.07.1981 | Bærum SK       | 5:2       | Skeid Oslo        |
|            | IL Varegg      | 2:3 n. V. | SK Vard Haugesund |
| 08.07.1981 | Svolvær IL     | 1:4       | SFK Bodø-Glimt    |
|            | Aalesunds FK   | 2:3       | Molde FK          |

## 3. Runde
| Datum      |                     | Ergebnis  |                    |
| ---------- | ------------------- | --------- | ------------------ |
| 08.07.1981 | Vålerenga Oslo      | 6:0       | Odds BK            |
| 09.07.1981 | Bærum SK            | 0:2       | Start Kristiansand |
|            | Kongsvinger IL      | 0:2       | Ham-Kam            |
|            | Kopervik IL         | 1:3       | Bryne FK           |
|            | Kristiansund FK     | 0:2       | IL Hødd            |
|            | SFK Lyn Oslo        | 2:1       | Frigg Oslo FK      |
|            | IF Pors             | 1:2       | Moss FK            |
|            | Rosenborg Trondheim | 7:0       | Harstad IL         |
|            | Sarpsborg FK        | 4:6 n. V. | Fredrikstad FK     |
|            | Sogndal IL          | 3:4 n. V. | Brann Bergen       |
|            | Skarbøvik IF        | 0:1       | SK Haugar          |
|            | Steinkjer FK        | 5:1 n. V. | SK Vard Haugesund  |
|            | Strømmen IF         | 0:2       | Lillestrøm SK      |
|            | Viking Stavanger    | 5:1       | Fram Skatval       |
| 12.07.1981 | FK Mjølner          | 2:1 n. V. | SFK Bodø-Glimt     |
|            | Molde FK            | 4:2       | Strindheim IL      |

## 4. Runde
| Datum      |                | Ergebnis  |                     |
| ---------- | -------------- | --------- | ------------------- |
| 05.08.1981 | Brann Bergen   | 0:0 n. V. | Start Kristiansand  |
|            | Bryne FK       | 4:2 n. V. | Molde FK            |
|            | Ham-Kam        | 1:0       | FK Mjølner          |
|            | SK Haugar      | 1:2       | Viking Stavanger    |
|            | IL Hødd        | 2:0       | SFK Lyn Oslo        |
|            | Lillestrøm SK  | 4:2 n. V. | Rosenborg Trondheim |
|            | Moss FK        | 6:0       | Fredrikstad FK      |
|            | Vålerenga Oslo | 5:1       | Steinkjer FK        |

### Wiederholungsspiel
| Datum      |                    | Ergebnis |              |
| ---------- | ------------------ | -------- | ------------ |
| 20.08.1981 | Start Kristiansand | 3:1      | Brann Bergen |

## Viertelfinale
| Datum      |                    | Ergebnis |                |
| ---------- | ------------------ | -------- | -------------- |
| 30.08.1981 | Bryne FK           | 0:1      | Lillestrøm SK  |
|            | IL Hødd            | 1:2      | Vålerenga Oslo |
|            | Start Kristiansand | 0:3      | Moss FK        |
|            | Viking Stavanger   | 1:0      | Ham-Kam        |

## Halbfinale
| Datum      |                | Ergebnis |                  |
| ---------- | -------------- | -------- | ---------------- |
| 20.09.1981 | Moss FK        | 2:0      | Viking Stavanger |
|            | Vålerenga Oslo | 0:2      | Lillestrøm SK    |

## Finale
| Lillestrøm SK                               | Lillestrøm SK | Moss FK | Moss FK |
| ------------------------------------------- | --- | --- | ------- |
| Lillestrøm SK                               | \| Finale \| \| 25. Oktober 1981 in Oslo (Ullevaal-Stadion) \| \| Ergebnis: 3:1 (2:0) \| \| Zuschauer: 22.895 \| \| Schiedsrichter: Jan Erik Olsen \| \| Spielbericht \|                                                                                 | \| Finale \| \| 25. Oktober 1981 in Oslo (Ullevaal-Stadion) \| \| Ergebnis: 3:1 (2:0) \| \| Zuschauer: 22.895 \| \| Schiedsrichter: Jan Erik Olsen \| \| Spielbericht \|                                                                        | Moss FK |
| Lillestrøm SK                               | Arne Amundsen (90. Tor Helge Bergan) – Erik Solér, Tore Kordahl, Frank Grønlund, Tor Inge Smedås – Bård Bjerkeland, Gunnar Lønstad, Ole Dyrstad, Andre Krogsæther – Roger Skjåstad (84. Jon Erik Andersen), Tom Lund Cheftrainer: Kjell Schou-Andreassen | Odd Skauen – Jon Pettersen, Morten Vinje, Hans Deunk, Svein Grøndalen – Roar Breivik (53. Per Otto Karlsen), Stein Kollshaugen, Per Heliaz – Geir Henæs, Ole Johnny Henriksen, Kurt Tunheim (86. Jan Erik Fredriksen) Cheftrainer: Anders Fægri | Moss FK |
| Lillestrøm SK                               | 1:0 Andre Krogsæther (16.) 2:0 Tom Lund (32.) 3:0 Gunnar Lønstad (49.) | 3:1 Stein Kollshaugen (89.) | Moss FK |
| Lillestrøm SK                               | Bård Bjerkeland | Per Otto Karlsen | Moss FK |
| Finale                                      | | |         |
| 25. Oktober 1981 in Oslo (Ullevaal-Stadion) | | |         |
| Ergebnis: 3:1 (2:0)                         | | |         |
| Zuschauer: 22.895                           | | |         |
| Schiedsrichter: Jan Erik Olsen              | | |         |
| Spielbericht                                | | |         |